# Samsung SGH-A127
O Samsung SGH-A127 é um celular flip lançado em 2007 pela Samsung Electronics para a operadora AT&T Mobility. Possui uma câmera de 0,3 MP com uma tecla dedicada para a câmera. A Samsung descontinuou o celular e não o vende desde 2009.

## Hardware e recursos
O celular tem um conector exclusivo de 20 pinos para conectar o fone de ouvido e o carregador, que tem uma borda de plástico preto na ponta. Ele é compatível com o fone de ouvido do modelo AAEP305SBE ou similares.

### Tela externa
O celular tem uma tela externa que mostra informações de status e notificações, como o sinal da rede, o nível da bateria, a data e a hora, as mensagens recebidas, as chamadas perdidas, os alertas e os alarmes.

### Dados
O celular tem um navegador WAP que pode ser acessado por uma tecla especial. Ele usa a rede GPRS para navegar na internet. Alguns serviços da operadora permitem personalizar o celular com toques, gráficos, jogos e outros conteúdos multimídia. Esses serviços são MEdia Net (o portal da operadora) e Carrier Mall (da AT&T, Cingular ou outra).
O celular também permite enviar e receber mensagens multimídia (MMS), que podem conter texto, imagens e áudio.
As mensagens multimídia têm muitas opções: elas podem ter várias páginas, usar modelos de mensagem, definir a duração, a prioridade e a data de validade; e elas podem ser vistas antes de serem enviadas. As mensagens recebidas podem ser respondidas ou encaminhadas para uma ou mais pessoas. A informação nas mensagens pode ser usada para ligar, adicionar contatos ou salvar imagens ou áudio. O celular também mostra a quantidade de dados usados nas mensagens.

### Outros
O celular tem a opção de usar o texto T9, que facilita a digitação. O usuário pode adicionar novas palavras ao dicionário do celular. Mas isso só funciona nos idiomas que o celular suporta, que são inglês, francês e espanhol para o mercado dos Estados Unidos. O celular também tem recursos simples como alarmes (que funcionam mesmo com o celular desligado), calculadora, calendário, lista de tarefas, gravador de voz, conversor de moeda e relógio mundial.